# Friedrichshafen
Friedrichshafen är en stad vid Bodensjön i förbundslandet Baden-Württemberg i Tyskland. Folkmängden uppgår till cirka 63 400 invånare, på en yta av 69,94 kvadratkilometer. Staden har ett Zeppelinmuseum.
Staden ingår i kommunalförbundet Friedrichshafen tillsammans med kommunen Immenstaad am Bodensee.

## Kommunikationer
- Friedrichshafens flygplats, flygplats

## Personligheter
- Ferdinand Graf von Zeppelin
- Wilhelm Maybach

## Vänorter
Friedrichshafen har följande vänorter:
- Delitzsch, Tyskland, sedan 1990
- Imperia, Italien, sedan 2014
- Peoria, Illinois, USA, sedan 1976
- Polotsk, Vitryssland, sedan 1990
- Saint-Dié-des-Vosges, Frankrike, sedan 1973
- Sarajevo, Bosnien och Hercegovina, sedan 1972

## Bilder

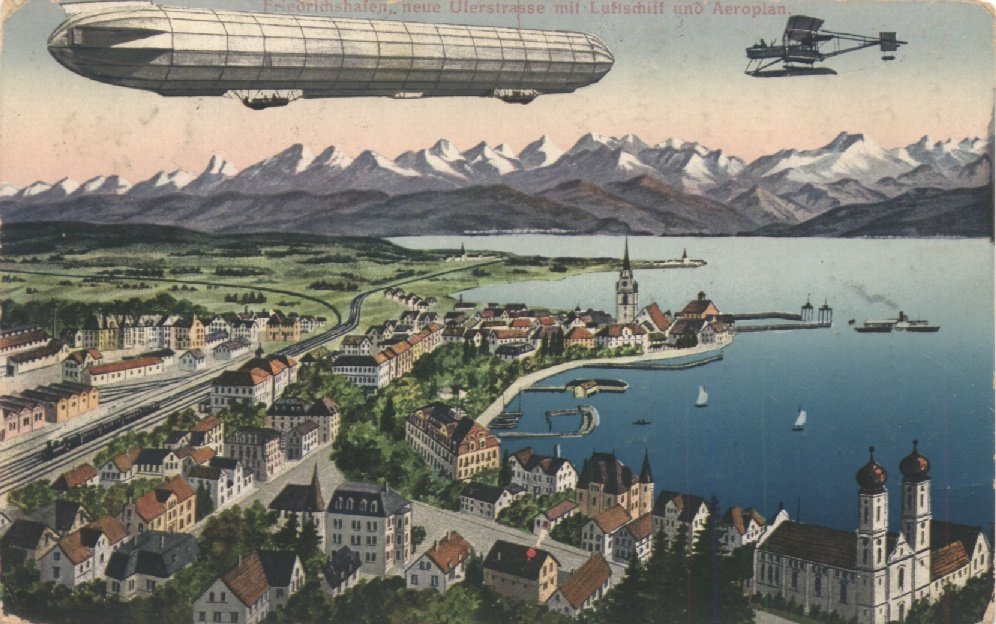
Vy över staden (1916).
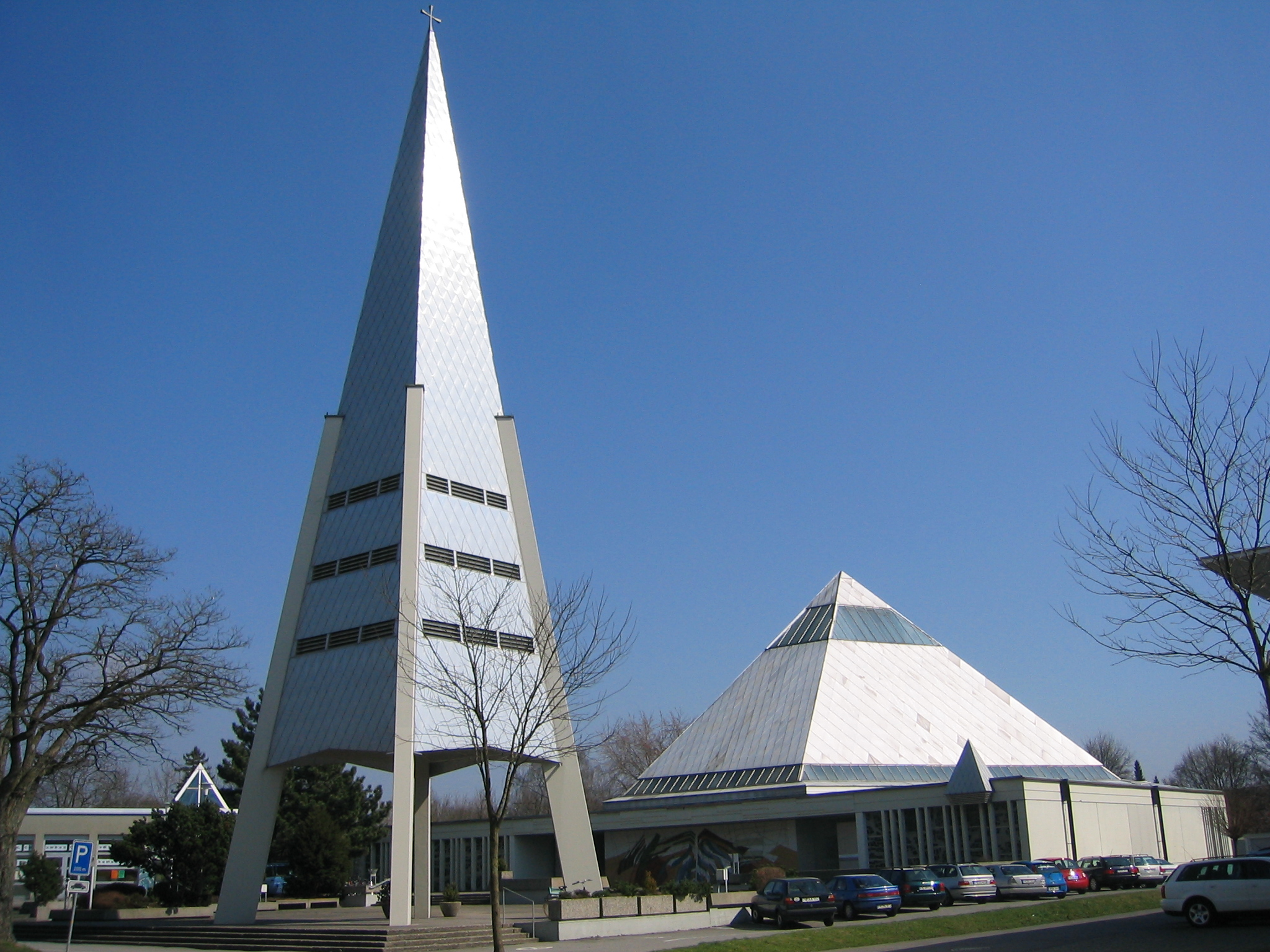
Kyrkan St. Columban.
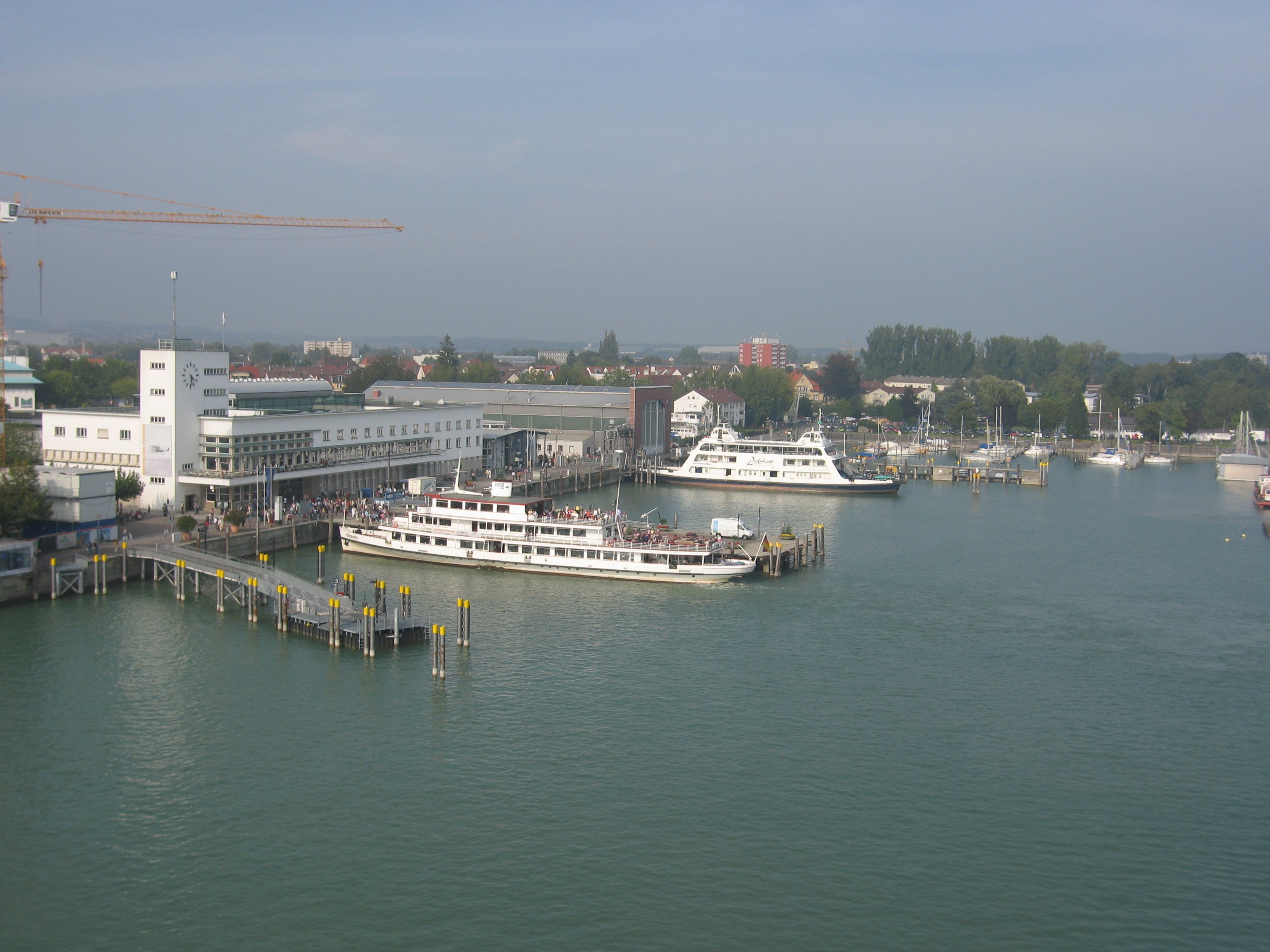
Hamnen.
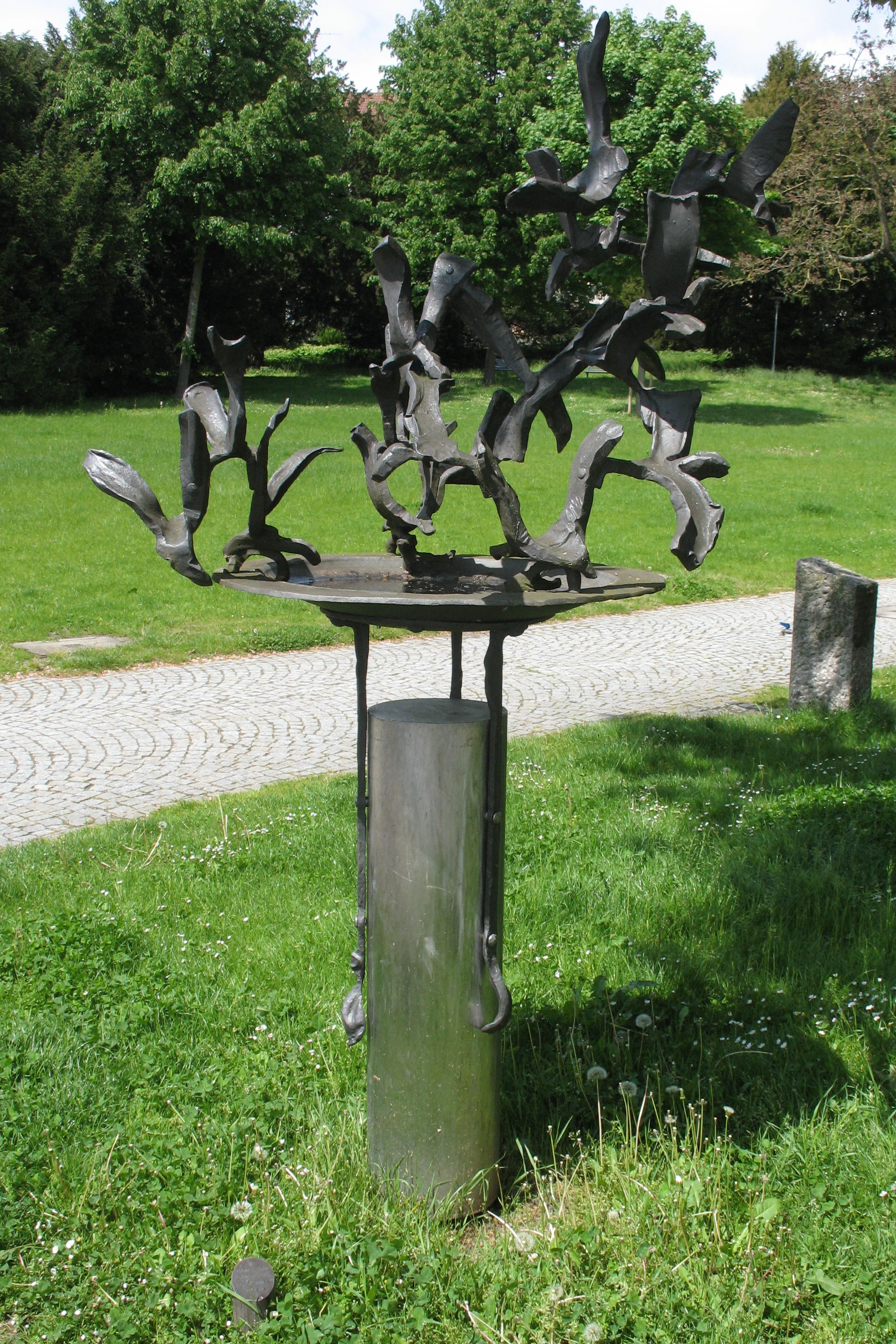
Fågelbad i stadsparken.